# Subjetivação
Subjetivação, basicamente, é o processo de tornar-se sujeito. Assim como a noção de sujeito, esse termo está ancorado em diferentes perspectivas nas ciências humanas.
Subjetivação é o ato de produzir subjetividades.
Para Alain Touraine (2006) o processo de subjetivação é “a construção, por parte do indivíduo ou do grupo, de si mesmo como sujeito”. (p. 166). Essa seria uma das marcas da sociedade contemporânea. Como argumenta, não podemos dizer que vivemos em um mundo de sujeitos, porém essa tendência está presente, mesmo que de forma latente, imersa na vida ordinária, na rotina das instituições convencionais, no entorpecimento das práticas cotidianas, submetida por poderes que negam a sua liberdade de se autoconstruir e, assim, construir a sociedade. Para Touraine, a subjetivação pode ocorrer no contato com outros sujeitos, como nos Novos Movimentos Sociais, nas intervenções de mediadores, práticas educativas, etc...
Touraine afirma que a sociedade está mudando diante da decomposição dos sistemas e instituições sociais, que moldavam/pressionavam os indivíduos, seus papéis e delimitações. Nesse novo contexto, a esfera cultural ganha proeminência. Como afirma, “é precisamente no momento em que se impõe a figura cultural da sociedade, quando se observa a grande oscilação da ação e da representação do mundo exterior para o mundo interior, do sistema social para o ator pessoal ou coletivo, que aparece a ideia de sujeito como o ideal do ator”. (p. 125).
Assim, os indivíduos passam a repensar sua relação com o mundo, seus papéis, e assumir uma postura criativa frente à realidade social, atribuindo um sentido para suas vidas. Essa formação se dá na “vontade de escapar às forças, às regras, aos poderes que nos impedem de sermos nós mesmos”. (p. 119)
Nesse sentido, a subjetivação se daria na busca por escapar à pressão de comunidades autoritárias, por um lado, e à fragmentação do “eu”, na lógica da racionalidade instrumental, na busca pela satisfação dos desejos individuais em estreita ligação com a lógica de mercado. Escapando dessas forças, o sujeito conseguiria pensar a construção de laços de forma reflexiva criativa.
Assim, Touraine afirma concordar com a noção de reflexividade, discutida por Anthony Giddens, na qual os indivíduos assumem uma postura construtiva frente às tradições ao monitorar a própria conduta. No entanto, a noção de sujeito seria o exercício dessa reflexividade num determinado sentido.
Para Touraine, a subjetivação se dá sob a forma de conflito, de luta contra poderes que limitam a autoconstrução, resistindo ao mundo impessoal e de consumo, à lógica de mercado, e à violência da guerra. Esse processo é indissociável da luta pela afirmação de direitos universais (igualdade política, jurídica, etc.) e específicos (pela liberdade, pela particularidade). Essa “causa” seria um conteúdo fundamental da subjetivação. Como afirma, “sente sujeito apenas aquele ou aquela que se sente responsável pela humanidade de um outro ser humano”. (p. 157).
Touraine enfatiza que essa luta se dá por novos caminhos, nos quais a interioridade da mudança é essencial. Para ele, “a ideia de sujeito evoca uma luta social como a de consciência de classe ou à da nação em sociedades anteriores, mas com um conteúdo diferente, privado de toda exteriorização, voltado totalmente para si mesmo – embora permanecendo profundamente conflituoso” (p. 120). Para Touraine, um bom exemplo de sujeito seria a etnóloga Germaine Tillion.
Em síntese, para Touraine, a sociedade atual é marcada pelo processo de subjetivação, no qual indivíduos estão se tornando reflexivos, estão se engajando no conflito pelos direitos humanos (universais e específicos) através da criação cultural.
Luiz Cláudio Figueiredo (1995) também discute sobre os modos de subjetivação, com especial atenção ao caso brasileiro. Ele introduz a temática através da novela de Ítalo Calvino, O Cavaleiro Inexistente, que tem como alguns de seus principais personagens Agilufo, Gurduru (um de seus nomes) e os Paladinos.
Agilufo é um cavaleiro solitário, disciplinado e atencioso quanto às falhas. Ele sempre visa a exatidão, a observância às regras. Ele não dorme, pois é sempre alerta e vigilante. Tem sempre pensamentos nítidos e distintos, tarefas claras e objetivas. Agilufo é uma armadura vazia, sustentada pela consciência e pela vontade. Figueiredo fala nele como exemplo de “cartesianismo”.
Agilufo vive entre os Paladinos, pessoas diversas, particulares, famílias cheias de prosas e mitos. Segundo Figueiredo, esse é o terreno da imprecisão, da frouxidão da vontade. Os paladinos são pessoas permeadas pelo mundo, deixam-se levar pelos fatos. São pessoas ligadas por vínculos interpessoais e histórias comuns. Agilufo ficava aflito com tão pouca lei e razão
Em certo momento é introduzido outro personagem na novela, Gurduru, um de seus nomes, pois sua identidade é uma não-identidade. Gurduru se confunde com tudo que tem contato, é um homem sem limites “concretos, históricos e desejantes”, nem porosos, como os Paladinos, nem rígidos, como Agilufo.
Enquanto os Paladinos, com seus códigos altamente personalizados, recontam suas histórias, Agilufo se preocupa em corrigi-los historicamente, restabelece “a verdade” dos fatos. Os Paladinos alegam que as tradições valem mais que essa “fidelidade”. Por fim, eles alegam que a filha do rei da Escócia não era virgem, quando Agilufo a salvara. O fato de ter salvado a princesa virgem havia dado o direito de Agilufo tornar-se cavaleiro. Por isso, ele interna-se na floresta, envergonhado, onde se dissolve.
Figueiredo espera, através desse exemplo, ter introduzido as noções de pessoa (Paladinos), indivíduo (Gurduru) e sujeito (Agilufo).
Ele introduz, se aproximando do trabalho de Gilberto Velho, a noção de sujeito. Isto porque, além de ver a modernidade pelo prisma, colocado por Dumont, da relação entre holismo e individualismo, ele traz de autores como Heidegger, Taylor e Toulmim a noção de Modernidade como “a constituição de uma posição excepcional para o sujeito, o sujeito como fundamento autofundante de um mundo convertido em puro objeto de conhecimento e controle”. (p. 26).
Segundo Figueiredo, Dumont não diferenciou independência de autonomia, liberdade negativa de liberdade positiva. Independência é a “ausência de vínculos, obrigações pessoais, lealdades, que abre espaço para escolhas e projetos individualizados”, para destinos não previamente determinados. Autonomia não é apenas a não interferência, mas também “a capacidade de gerar leis e viver sob o império das leis por si mesmo consagradas”. É a liberdade positiva, na qual se conquista o status de sujeito. Nesse ponto, a ideia de projeto ganha ainda mais força, solidez e abrangência social.
Apesar de falar sobre o caso brasileiro e sobre formas de transição entre esses modos de subjetivação, Figueiredo enfatiza o papel da militância como caminho importante para a subjetivação. De início, ele salienta que a existência militante requer um certo apartamento do mundo, ascetismo, renúncia em relação a alguns atributos da pessoa. Mas em alguns casos, como no Caudilhismo, existe mescla entre esses modos de subjetivação. A marca da militância é a tentativa de criar um espaço de autonomia.